# Bajo terapia
Bajo terapia és una pel·lícula de comèdia espanyola de 2023 dirigida per Gerardo Herrero basada en l'obra teatral de Matías del Federico. És protagonitzada per Malena Alterio, Alexandra Jiménez, Fele Martínez, Antonio Pagudo, Eva Ugarte i Juan Carlos Vellido.

## Argument
La trama segueix a tres parelles amb problemes convocades per un psicòleg, que els proporciona un conjunt d'instruccions per a la seva teràpia en lloc d'atendre la sessió.

## Repartiment
- Malena Alterio com a Marta[1]
- Alexandra Jiménez com a Laura[1]
- Fele Martínez com aDaniel[1]
- Antonio Pagudo com a Esteban[1]
- Eva Ugarte com a Carla[1]
- Juan Carlos Vellido com a Roberto[1]

## Producció
La pel·lícula és una producció de Tornasol i Alcaraván Films, i va comptar amb la participació de Movistar Plus+ i el suport del Govern de Navarra. Va ser rodat íntegrament a La Casa de las Gomas de Pamplona i els seus voltants.

## Estrena
La pel·lícula es va presentar al 26è Festival de Cinema de Màlaga el 12 de març de 2023. Distribuïda per Syldavia Cinema, es va estrenar als cinemes a Espanya el 17 de març de 2023.

## Recepció
Raquel Hernández Luján de HobbyConsolas va valorar la pel·lícula amb 65 punts ('acceptable') destacant la planificació darrere del rodatge així com "la manera en què l'ambient es torna cada cop més opressiu i claustrofòbic" com una de les millors coses.
Nuria Vidal de Cinemanía va puntuar la pel·lícula amb 3½ sobre 5 estrelles, subratllant-la com un "enfocament intel·ligent a un tema de gran actualitat".

## Reconeixements
| Any  | Premi                  | Categoria                | Nominat                  | Resultat  | Ref    |
| ---- | ---------------------- | ------------------------ | ------------------------ | --------- | ------ |
| 2023 | 26è Festival de Màlaga | Premi especial del jurat | Premi especial del jurat | Guanyador | [ 9 ]  |
| 2024 | XXXVIII Premis Goya    | Millor actor secundari   | Juan Carlos Vellido      | Pendent   | [ 10 ] |